# N.W.A
N.W.A. (uma abreviação de Niggaz Wit Attitudes) foi um grupo americano de hip hop de Compton, Califórnia. Estavam entre os primeiros e mais significativos divulgadores e figuras controversas do subgênero gangsta rap, e são amplamente considerados um dos maiores e mais influentes grupos da história do hip hop.
Ativos de 1987 a 1991, o grupo sofreu controvérsia devido às letras chocantes e explícitas de suas músicas, que eram vistas como misóginas, glorificado as drogas e o crime. O grupo foi posteriormente banido de muitas estações de rádio americanas. Apesar disso, o grupo vendeu mais de 10 milhões de unidades apenas nos Estados Unidos. Com base em suas próprias experiências de racismo, abuso de autoridade e violência policial, o grupo fez música inerentemente política. Eram conhecidos por seu profundo ódio ao sistema policial, o que provocou muita controvérsia ao longo dos anos.
A formação original, formada no início de 1987, consistia em Arabian Prince, Dr. Dre, Eazy-E e Ice Cube. DJ Yella e MC Ren entraram no final daquele ano. Eles lançaram seu primeiro álbum de compilação como um grupo em 1987, chamado N.W.A. and the Posse, que alcançou o 39º lugar na parada de álbuns de R&B/Hip-Hop da revista Billboard. Arabian Prince saiu logo após o lançamento do seu álbum de estréia, Straight Outta Compton, em 1989, com Ice Cube seguindo o exemplo em dezembro. Eazy-E, Ice Cube, MC Ren e Dr. Dre mais tarde se tornariam artistas solo por si só nos anos 1990. Seu álbum de estréia marcou o início da nova era do gangsta rap, já que a produção e os comentários sociais em suas letras foram revolucionários dentro do gênero. O segundo álbum de estúdio do N.W.A, Niggaz4Life, foi o primeiro álbum de rap a alcançar o número um nas paradas de vendas da Billboard 200.
A Rolling Stone classificou N.W.A. com o número 83 em sua lista dos "100 Maiores Artistas de Todos os Tempos". Em 2016, o grupo foi introduzido no Hall da Fama do Rock and Roll, após três indicações anteriores. A história e o legado do grupo foi retratado no filme de 2015, Straight Outta Compton.

## História

### Início:N.W.A. And The Posse
Eazy-E, nome artístico de Eric Lynn Wright, um jovem ex-traficante membro da gangue Crips nativo de Compton, fundou a Ruthless Records em 87 ao lado de Jerry Heller. Ruthless lançou N.W.A. and the Posse ainda em 1987 em parceria com a Macola Records. O N.W.A., fundado por Eazy e um jovem DJ área de Compton Dr. Dre. Ainda estavam na fase de testes e só foi creditado em 4 faixas do álbum de 11 faixas, o clássico de Electro hop "Panic Zone", "8Ball", "Dopeman" e "A Bitch Iz a Bitch".
Com o tempo novos membros foram integrados ao grupo: um garoto membro do C.I.A. chamado Ice Cube, um DJ de Compton membro do World Class Wreckin' Cru' chamado DJ Yella e outro DJ da área membro do Bobby Jimmy & The Critters chamado Arabian Prince. O primeiro álbum do grupo foi lançado, N.W.A. And The Posse (1987). Embora o álbum não tivesse tido reconhecimento, em 1994 ele recebeu certificado de ouro.

### Straight Outta Comptone saída de Arabian Prince

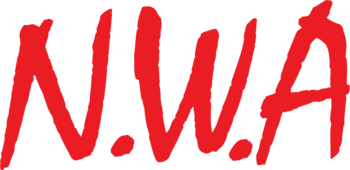
Logo do grupo visto pela primeira vez em seu álbum de estreia, Straight Outta Compton.

O segundo álbum — agora com um novo membro — MC Ren, Straight Outta Compton (1988), é considerado uma das obras primas do hip hop. A música "F*ck Tha Police" denunciava os abusos dos policiais para com os negros e, por tamanha ousadia, culminou numa carta aviso do FBI sugerindo que o grupo abaixase o tom agressivo das letras. Mesmo assim suas músicas viraram hinos das ruas (embora o grupo não tenha tido apoio da mídia nem da MTV) e seus membros viraram os mais notórios representantes do que viria a ser batizado de gangsta rap.
Eazy-E representava o rosto do grupo e dos jovens que eram público dos "Negros Com Atitude", Dr. Dre e DJ Yella cuidavam das batidas e das produções dos álbuns enquanto Ice Cube e MC Ren eram responsáveis pelas letras, então como não havia nenhuma função para Arabian Prince, este percebeu que era excedente para a banda e então saiu no mesmo ano do lançamento de Straight Outta Compton.
No mesmo ano de 1988 Eazy E lançou seu álbum solo com a participação dos colegas. Dentro do N.W.A houve desentendimentos entre os membros. Ice Cube, frustrado pelo dinheiro e conflitos com o empresário Jerry Heller, saiu do N.W.A.

### Niggaz 4 Lifee o fim do grupo
O terceiro álbum estilizado na capa como Efil4Zaggin (Niggaz 4 Life ao contrário) não saiu tão bem na crítica quanto o anterior. Musicalmente é mais complexo e elaborado, mas liricamente, o grupo perdeu grande parte de sua força com a saída de Ice Cube. A mensagem construtiva diminuiu, mas o N.W.A ainda chocava com a violência e a misoginia, o humor ácido e o hedonismo. O recém saido membro virara alvo de críticas nesse álbum, como é visível por exemplo na faixa "A Message To B.A." (B.A. são as iniciais de Benedict Arnold, constantemente usado como sinônimo de traidor; "Uma mensagem para um traidor"), que não ficou ilesa, sendo respondida pelo diss na música "No Vaseline", do álbum Death Certificate de 1991.
No grupo havia egos em conflito, com membros afirmando que não ganhava o suficiente para seu cargo. Dr. Dre sai do N.W.A em 1991. Esse foi o fim do grupo.

### Morte de Eazy-E, compilados póstumos e tributos
Em 1995, Eazy-E morre em decorrência de complicações causada pela AIDS. Os membros remanescentes do N.W.A fizeram as pazes. Houve rumores sobre a criação de um álbum-reunião mas o projeto não foi para frente. Surgiram apenas colaborações em músicas como "Hello" e "Chin Check". Alguns rappers que tiveram história com o grupo participaram do projeto N.W.A. Legacy que culminou no lançamento de dois álbuns: The N.W.A Legacy, Vol. 1: 1988–1998 e The N.W.A Legacy, Vol. 2.
Atualmente, Dr. Dre atua como produtor e empresário, fundou a gravadora Aftermath Records e descobriu rappers famosos como Snoop Dogg, Eminem e 50 Cent. Ice Cube continuou com sua carreira solo e como ator, sendo bem conhecido por sua atuação em produções cinematográficas como Boyz n the Hood, Friday, Are We There Yet? e XXx: State of the Union. MC Ren continua lançando CDs e fundou a própria gravadora, a Villain Entertainment em 2004. DJ Yella lançou um CD em homenagem a Eazy-E em 1996 chamado "One Mo Nigga ta Go".
Em 2015 foi lançado um filme biográfico sobre a história do grupo chamado Straight Outta Compton. Para divulgação do filme, o grupo fez turnês com outros rappers como o Eminem, WC e Snoop Dogg.
O grupo foi indicado ao Rock and Roll Hall of Fame em 2016.

## Filme
Em 2015, foi lançado Straight Outta Compton, filme dirigido por F. Gary Gray que conta o início, a ascensão e a queda da N.W.A. O filme foi produzido por Ice Cube, Dr. Dre e Tomica Woods-Wright, viúva de Eazy-E. Straight Outta Compton foi muito bem recebido pela crítica, foi um sucesso de bilheteria e recebeu uma indicação ao Oscar 2016 na categoria Melhor roteiro original.

## Membros do N.W.A.
- Eazy-E (1964–1995)
- Dr.Dre
- Ice Cube
- Arabian Prince
- DJ Yella
- MC Ren

## Discografia

### Álbuns de Estúdio
- 1988 — Straight Outta Compton ( 2× Platina)
- 1991 — Efil4zaggin (  Platina)

### Compilações
- 1987 —  N.W.A. and the Posse (  Ouro)
- 1996 — Greatest Hits (  Ouro)
- 1999 — The N.W.A. Legacy, Vol. 1: 1988–1998 (  Platina)
- 2002 — The N.W.A. Legacy, Vol. 2 (  Ouro)
- 2007 — The Best of N.W.A. — The Strength of Street Knowledge
- 2008 — Family Tree

### EPs
- 1990 — 100 Miles and Runnin' (  Platina)

### LPs
- 1987 — Panic Zone (  Prata)

## Singles
| Ano  | Canção                                              | U.S. Hot 100 | U.S. R&B | U.S. Rap | UK singles | Álbum                           |
| ---- | --------------------------------------------------- | ------------ | -------- | -------- | ---------- | ------------------------------- |
| 1987 | "Panic Zone"                                        | #15          | -        | #2       | #5         | N.W.A. and the Posse Panic Zone |
| 1988 | "Straight Outta Compton"                            | #27          | -        | #1       | -          | Straight Outta Compton          |
| 1988 | "Fuck Tha Police"                                   | #1           | -        | #1       | #1         | Straight Outta Compton          |
| 1988 | "Gangsta Gangsta"                                   | -            | -        | #1       | -          | Straight Outta Compton          |
| 1989 | "Express Yourself"                                  | -            | -        | #3       | #26        | Straight Outta Compton          |
| 1990 | "100 Miles and Runnin'"                             | -            | -        | #2       | #38        | 100 Miles and Runnin'           |
| 1991 | "Appetite for Destruction"                          | -            | -        | #4       | -          | Efil4zaggin                     |
| 1991 | "Alwayz Into Somethin''" ((part. Admiral Dancehall) | -            | -        | #4       | #66        | Efil4zaggin                     |
| 1999 | "Chin Check" ((part. Snoop Dogg)                    | -            | -        | #4       | -          | Next Friday                     |